# Квантовий відпал
У математиці та її застосуваннях, квантова нормалізація (також квантовий відпал) — досить загальний метод знаходження глобального мінімуму певної функції серед деякого набору розв'язків-кандидатів. Переважно використовують для розв'язування задач, де пошук відбувається за дискретною множиною з багатьма локальними мінімумами.
За квантової нормалізації поточний розв'язок-кандидат випадково замінюють його сусідом, якщо в тому стані «енергія» (оптимізований функціонал) менша. Процес регулює параметр «напруженість поля тунелювання», що відповідає за розмір ділянки, яку «переглядають». Спочатку поле тунелювання досить сильне, тому пошук відбувається у всьому просторі. Потім напруженість зменшується, система осідає в кількох станах із найменшими енергіями. Якщо пощастить, вона знайде глобальний мінімум, і там залишиться. У границі отримуємо класичну систему в одному з основних станів.